# فریتس بارتولومه
فریتس بارتولومه (آلمانی: Fritz Bartholomae؛ ۲۹ اکتبر ۱۸۸۶ – ۱۲ سپتامبر ۱۹۱۵) قایقران روئینگ اهل آلمان بود.
وی در مسابقات کشوری و بین‌المللی در مجموع برندهٔ ۱ مدال برنز شده‌است.